# Martin Wendt (Politiker, 1935)
Martin Wendt (* 24. März 1935 in Velmede; † 8. September 2010) war ein deutscher Politiker (SPD). Er war von 1965 bis 1980 Abgeordneter des Deutschen Bundestags.

## Leben und Beruf
Nach dem Volksschulabschluss und dem Besuch des Gymnasiums absolvierte Wendt zunächst eine Lehre als Zimmermann. Anschließend besuchte er die Ingenieurschule, die er als Ingenieur für Tiefbau verließ. Von 1958 bis 1965 war er Technischer Inspektor der Deutschen Bundesbahn bei der Bahnmeisterei in Bestwig, zuletzt als Bundesbahnoberinspektor.

## Wirken
Wendt war seit 1955 Mitglied der SPD. Er gehörte dem SPD-Kreisvorstand Meschede und dem Vorstand des SPD-Unterbezirks Sauerland an. Er war seit 1964 Ratsmitglied der Gemeinde Velmede und wurde nach der Gebietsreform 1975 Ratsmitglied der Gemeinde Bestwig. Von 1964 bis 1969 war er stellvertretender Amtsbürgermeister in Bestwig. Dem Deutschen Bundestag gehörte er von 1965 bis 1980 an. Er war stets über die Landesliste Nordrhein-Westfalen ins Parlament eingezogen. Dort war er in seiner ersten Legislaturperiode Mitglied im Ausschuss für Familien- und Jugendfragen und in den restlichen drei Perioden des Ausschusses für Verkehr und für das Post- und Fernmeldewesen.

## Ehrungen
- 1983: Verdienstkreuz 1. Klasse der Bundesrepublik Deutschland